# Johanna Elsig
Johanna Elsig, född den 1 november 1992 i Düren, är en tysk fotbollsspelare (försvarare/mittfältare) som spelar för Turbine Potsdam och det tyska landslaget. Hon gjorde sin landslagsdebut år 2017 och var en del av den tyska trupp som spelade VM i Frankrike år 2019.